# Alvin Tyler
Alvin "Red" Tyler est un saxophoniste et arrangeur de rhythm and blues et de neo-bop jazz né le 5 décembre 1925 à La Nouvelle-Orléans et mort dans la même ville le 3 avril 1998, âgé de 72 ans.

## Biographie
Né à La Nouvelle-Orléans, Tyler a grandi en écoutant les marching bands. Il a appris le saxophone dans la Navy, et en 1950 il rejoignit l'orchestre de rhythm and blues de Dave Bartholomew et fit son premier enregistrement avec Fats Domino sur The Fat Man, puis continua à enregistrer avec Little Richard, Lloyd Price, Aaron Neville, Lee Dorsey, Dr. John et d'autres musiciens de rhythm and blues.
Alors que le succès du rhythm and blues s'essoufflait, au milieu des années 1960, il fut marchand d'alcool en disant que le salaire régulier lui permettait d'apprécier les cachets occasionnels. Il eut notamment l'occasion de jouer avec les sommités du jazz à La Nouvelle-Orléans Ellis Marsalis, Jr. et Johnny Adams. Il fonda également son propre orchestre de jazz avec lequel il se produisit dans les clubs de La Nouvelle-Orléans. Alors qu'il avait fait sa carrière en studio au saxophone baryton, il s'orienta sur le saxophone ténor. Finalement, en 1986, il enregistra deux albums de jazz pour Rounder Records : Graciously et Heritage, avec Johnny Adams et Germaine Bazzle au chant. Il enregistra un dernier album en 1998 intitulé Simply Red chez Westside Records.